# Paweł Mąciwoda
Paweł Mąciwoda (polonès: Paweł Mąciwoda-Jastrzębski)  (Wieliczka, 20 de febrer de 1967) és un músic de rock polonès que es va unir a Scorpions en el 2003 com a baixista, tornant com a membre oficial del grup el 10 de gener de 2004.

## Carrera
Nascut en Wieliczka, Polònia, Mciwoda va començar a tocar el baix semi-professionalment a l'edat de 15 anys. El seu primer grup va ser the Little Egoists. Més tard es va unir a les agrupacions d'avant-garde Dupa i Pudelsi. Gairebé al mateix temps va llançar el seu primer disc en solitari, anomenat Radi Wieliczka. Amb Scorpions ha estat en l'enregistrament dels discs Unbreakable i Humanity Hour 1.